# Distretto di Ancuabe
Il distretto di Ancuabe è un distretto del Mozambico di 109.792 abitanti, che ha come capoluogo Ancuabe.

## Geografia antropica

### Suddivisioni amministrative
Il distretto è suddiviso in tre sottodistretti amministrativi (posti amministrativi), con le seguenti località:
- Sottodistretto di Ancuabe:
  - Ancuabe
  - Chiote
  - Nacuale
- Sottodistretto di Metoro:
  - Metoro
  - Salave
- Sottodistretto di Meza:
  - Campine
  - Meza
  - Minhuene
  - Nanju